# 加尼亞灣
62°22′25″S 59°22′40″W / 62.37361°S 59.37778°W

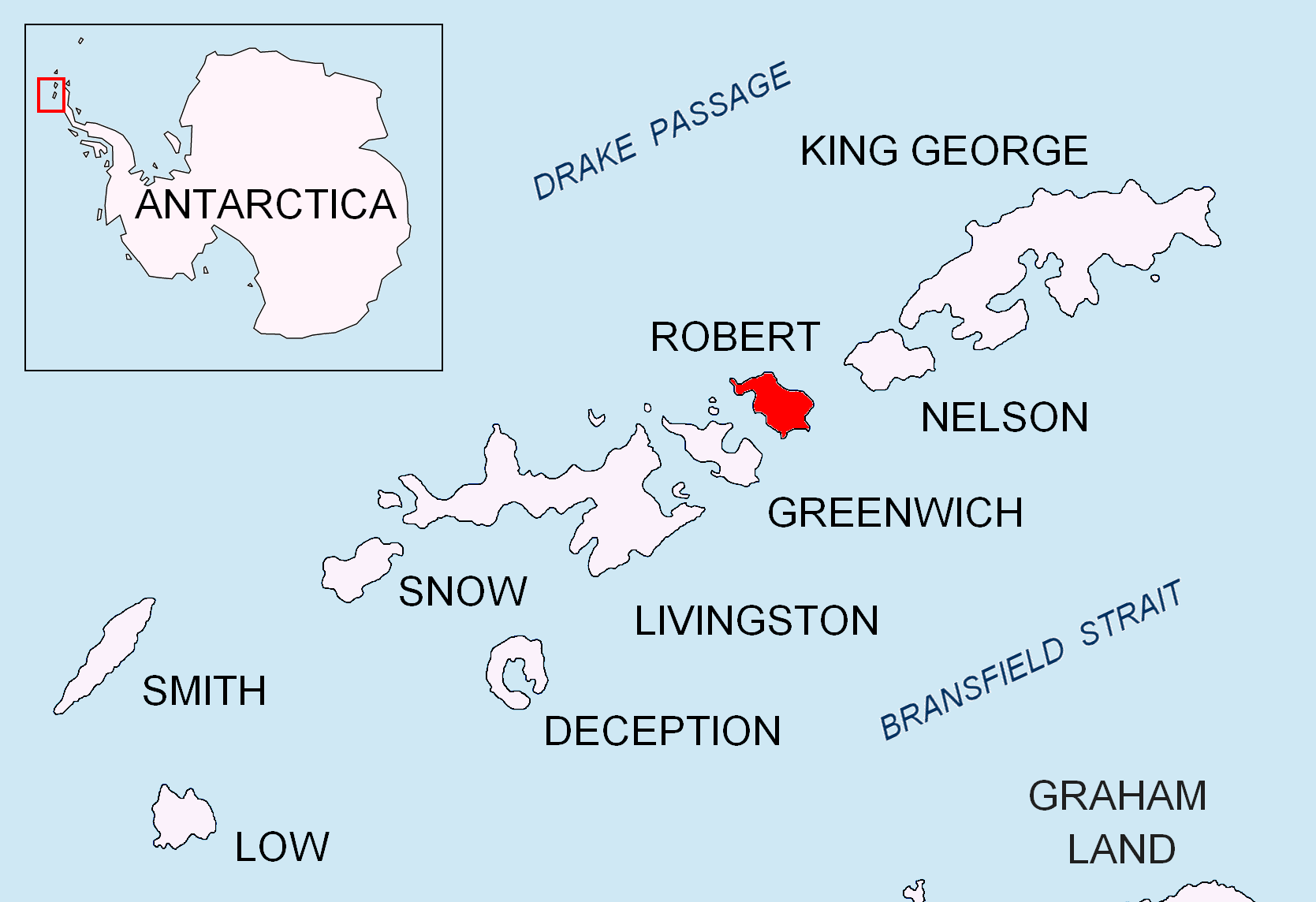

加尼亞灣（Garnya Cove），是南極洲的海灣，位於南設得蘭群島的羅伯特島東岸，長1.15公里、寬1.2公里，入口處在斯米爾寧斯基角東南面和佩雷利克角西北面，以保加利亞北部城鎮命名，現時由南極條約體系管理。